# جردن بال
جردن بال (انگلیسی: Jordan Ball؛ زادهٔ ۱۲ سپتامبر ۱۹۹۳) بازیکن فوتبال اهل بریتانیا است.
از باشگاه‌هایی که در آن بازی کرده‌است می‌توان به باشگاه فوتبال هالیفاکس تاون و باشگاه فوتبال دونکستر راورز اشاره کرد.